# Joaquim Gomes (basket-ball)
Pour les articles homonymes, voir Joaquim Gomes et Gomes.
Joaquim Brandão Gomes, né le 23 décembre 1980 à Luanda, en Angola, est un joueur angolais de basket-ball, évoluant aux postes d'ailier fort et de pivot. 

## Carrière

### Palmarès
- Champion d'Afrique 1999, 2003, 2005, 2007, 2009